# Elgoibar
Elgoibar en basque ou Elgóibar en espagnol est une commune du Guipuscoa dans la communauté autonome du Pays basque en Espagne.
L'ancienne Villamayor de Marquina est une ville éminemment industrielle où se trouve une bonne partie des entreprises consacrées à la fabrication de machines-outils, qui fait qu'on lui a donné l'appellation de capitale de la machine-outil.
Ses armes sont un château en domaine or, et de trois cœurs en domaine bleu avec un gorrión en haut en surveillant de face.

## Situation et accès
Placée dans la partie occidentale de la province et dans le centre du secteur, Elgoibar s'est développé dans la vallée du fleuve Deba. Le noyau urbain se trouve sur la rive droite de ce dernier, bien que dans la dernière décennie du XXe siècle il s'est étendu sur la rive gauche. Située à la tête de la comarque, la ville d'Eibar forme la plus grande agglomération urbaine du secteur. Sa situation, peu après le croisement stratégique de Málzaga et dans le croisement de routes vers la Biscaye, concrètement vers le secteur de Lea-Artibai, et la proximité de la côte, lui ont permis de rentabiliser le commerce que cette situation lui offrait. À ceci il faut ajouter l'ancien port fluvial d'Altzola et la communication avec le secteur de l'Urola.
Elle est limitée au nord, par Mendaro, au sud par Bergara et Soraluze, à l'est par Azkoitia et à l'ouest par Eibar et Etxebarria, ce dernier se situant en Biscaye.

## Communications
Équidistant des capitales basques, dont il se trouve à 50 km et à 10 de la tête comarcale, Elgoibar est excellemment desservie par route, puisque son noyau urbain est traversé par la route nationale N-634 qui va vers Saint-Sébastien, capitale de la province, Bilbao, capitale de la Biscaye et avec Eibar, tête comarcale. À Málzaga, la route GI-627 permet l'accès au Haut-Deba, aux terres alavaises et à Vitoria-Gasteiz. Par des routes provinciales GI-2634 et GI-2636, on communique avec Azpeitia, dans le secteur l'Urola, et avec Etxebarria dans celle de Lea-Artibai, en Biscaye. L'autoroute AP-8 Bilbao - Behobia, avec une liaison dans le quartier d'Altzola, fournit l'accès à Bilbao, à Saint-Sébastien et Eibar, et l'AP-1, qu'il relie à Maltzaga, avec le Debagoiena, Alava et Castille.
La ligne Bilbao - Saint-Sébastien du chemin de fer de la compagnie Eusko Trenbideak, avec une gare dans le noyau urbain et la halte à Altzola, complète la communication avec les capitales et l'accès des ports et les aéroports de la zone.

## Composition
Elgoibar est une municipalité éminemment urbaine. La population se concentre dans le noyau de la ville, qui par les caractéristiques du terrain a peu de possibilités d'expansion, résultant en  un niveau de densité élevé, parmi les plus élevés du Pays basque avec ses voisins Eibar et Ermua.
Tout comme dans d'autres municipalités du secteur, l'urbanisme elgoibarai se distingue par le mélange de bâtiments industriels avec les résidentiels, ainsi que les bâtiments historiques. Ce fait a été corrigé depuis le milieu du XXe siècle avec la création de polygones industriels aux alentours du noyau urbain. Le quartier d'Altzola est le plus important de la municipalité, juste à côté du fleuve Deba et célèbre par sa station thermale. Il a été un important point de commerce grâce à son port fluvial.
La population, qui a crû avec le développement industriel postérieur à la guerre civile espagnole, a diminué avec la crise des années 1970 et 1980. Il faut souligner que le quartier Garagarza de Mendaro s'est détaché d'Elgoibar en 1980, en perdant le statut de villa ses habitants.

## Géographie

### Quartiers
Les quartiers de Elgoibar sont: Altzola, Arriaga, Sallobente-Ermuaran, Aiastia-San Migel, Idotorbe-San Pedro, Azkue-San Roke et Urruzuno.

## Hydrographie et orographie

### Hydrographie

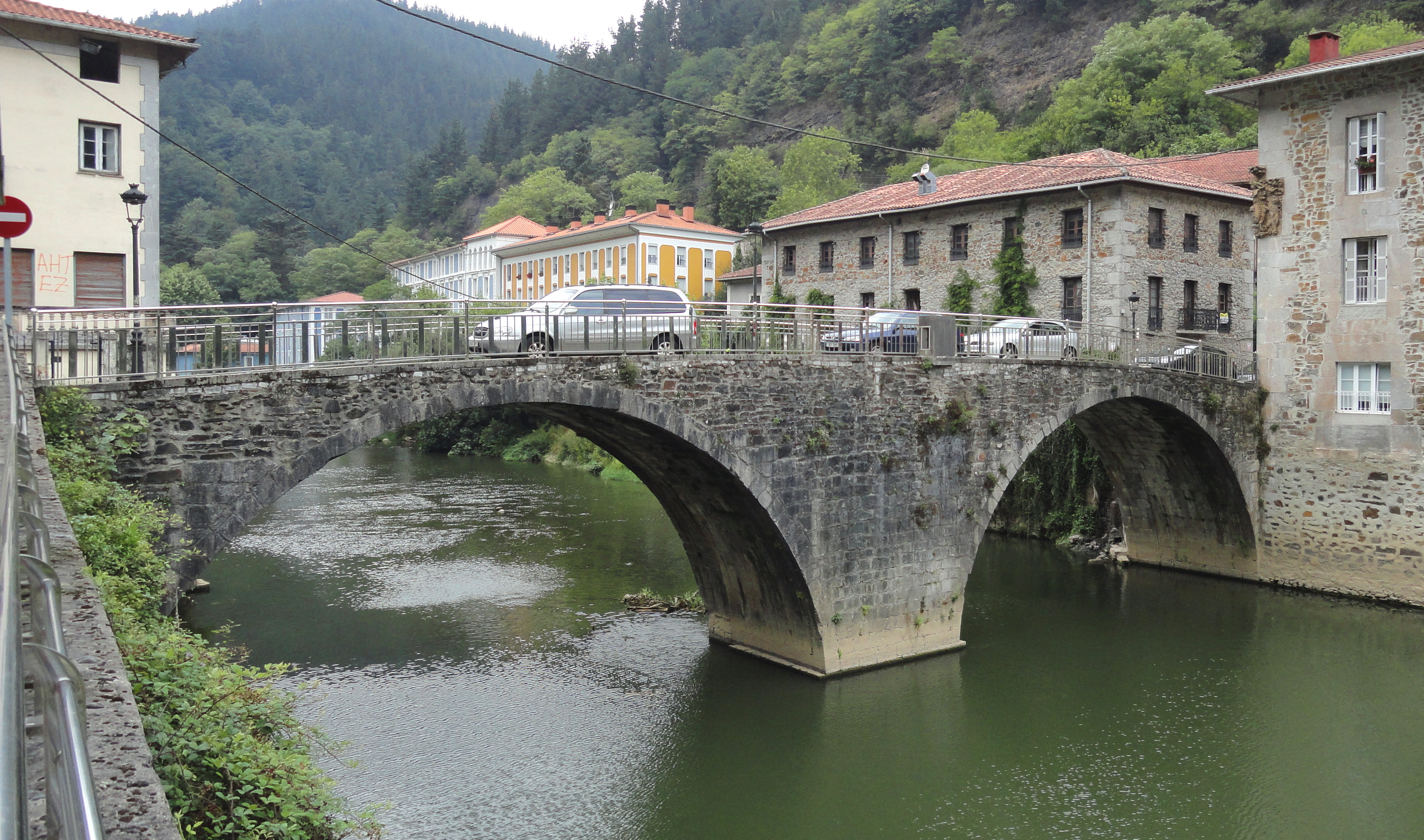
Le fleuve Deba traversant Elgoibar (Altzola).

La rivière Deba est le principal cours d'eau de la municipalité. Elle coule de sud au nord et passe par le centre urbain. Le réseau hydrographique est complété par des ruisseaux qui naissent dans les montagnes qui entourent la vallée et aboutissent à la rivière principale. Ces cours d'eau créent de petites vallées secondaires dans lesquelles vit une certaine population: le Metalkua, le San Lorenzo, Arriaga, Irunga, Intxusari et Aiastia.
Le fleuve Deba déjà est déjà large ici. Il deviendra encore plus important avec ses affluents, comme le Kilimon, mais ses dimensions ne seront pas plus grandes. Dans le quartier d'Altzola on remarque l'ancienne station thermale, aujourd'hui reconvertie en usine d'embouteillage d'eau minérale, qui profite de la source médicinale qui s'y trouve. Jadis, l'activité commerciale du port fluvial était importante. On exportait la laine castillane qui arrivait depuis Vitoria et on reprenait le fer anglais ou biscaïen (il était embarqué ici dans des chalands à fond plat pour passer la charge des bateaux dans le Deba).

### Orographie
Elgoibar est situé dans la vallée de Deba, entourée de montagnes d'une altitude oscillant entre 800 et 900 m. Sur le versant est de la vallée les pentes sont raides et dominées par la cordillère Karakate-Irukurutzeta, tandis que l'ouest se développe vers la Biscaye par les montagnes Arrate et Kalamua.
La végétation est celle correspondant au climat atlantique tempéré, où prédominent les hêtres, les chênes et des châtaigniers. Il y a aussi des plantations de pin de Monterey destinés à l'exploitation forestière.
Parmi les sommets remarquables : Irukurutzeta (895 m), Atxolin (864 m), Kalamua (767 m), Karakate (742 m) et Morkaiko (520 m).

## Héraldique
|  | Les armes d'Elgoibar se blasonnent ainsi : un château en domaine or, et de trois cœurs en domaine bleu avec un morrión en haut en surveillant de face. (à confirmer) |

## Économie

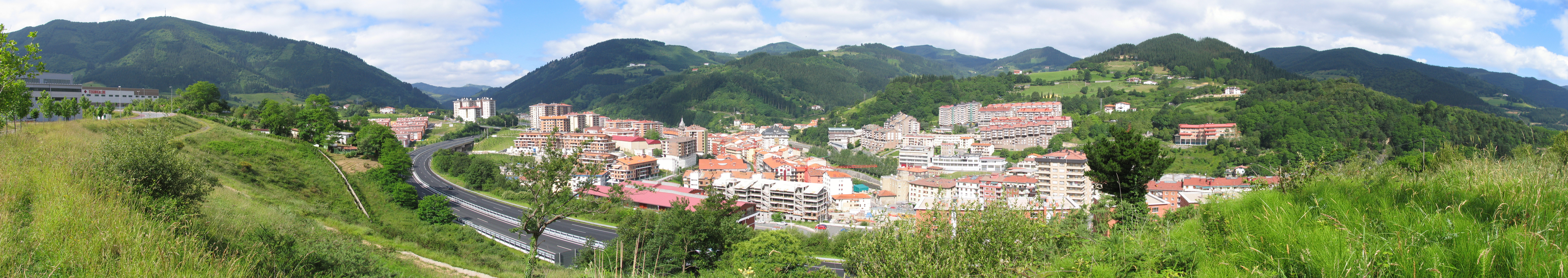
Vue panoramique d'Elgoibar.

Depuis la fondation de ville, en 1346, le caractère industriel de cette dernière a été très significatif. Le roi s'est réservé l'exploitation des minéraux d'or et d'argent et la production des forges. La description de Tomás López en 1800 disait ceci:

Es esta villa una en las que se fabrican las armas para Placencia y en ella se trabajan al año quando menos cinco mil Cañones de fusil y Pistola, siendo los Maestros que los trabajan los mas sobresalientes de toda la fabrica; en su manifactura no usan otras Maquinas q[u]e las regulares de Fraguas, barrenos de Agua, Limas, etc. Así también en esta villa ai seis ferrerias que labran al año sobre 5 mil quintales de fierro para diferentes usos, y así estas como las fraguas de los cañonistas en la maior parte se surten del carbon (...ilegible...) Juridicción así de Conzejales como de particulares.
L'industrialisation a transformé cette proto-industrie en réseau d'usines destinées à la construction de machines. Ainsi la ville Etxe-Tar s'est transformé en capitale de la machine-outil de l'Espagne, avec des entreprises comme Danobat, Kondia ou Geminis.
L'autre force de l'économie historique d'Elgoibar a été le commerce, mais celui-ci a perdu de l'importance quand on a changé les routes des marchandises qui y transitaient et s'embarquaient à Altzola et quand on a ouvert la route du nord par Etxegarate.
L'agriculture et le bétail ont toujours eu un rôle secondaire, relégué aux quartiers ruraux.
Le secteur primaire: l'orographie difficile n'aide pas au développement de l'agriculture et du bétail, qui ont été réduites à l'autoconsommation et, tout au plus, à la vente sur les marchés des villes du secteur. De nombreux résidents combinaient le travail à la ferme et dans l'industrie, de telle sorte que le rural ait été considéré comme secondaire.
L'exploitation de l'industrie minière a été, et est encore, importante. Les montagnes de roche calcaire ont donné lieu à la création de carrières. Il y a eu des mines de cuivre et de plomb. Il y a des plantations de pin insignis pour l'exploitation forestière.
Le secteur secondaire:  le produit phare de l'industrie elgoibaraise est sans conteste la machine-outil. La prolifération de forges est arrivée à avoir une juridiction propre, la Juridiction de Forge, qui a été l'embryon de cette importante industrie de nos jours qui a commencé au début du XXe siècle avec l'électrification, en profitant des anciennes installations hydrauliques les forges et les moulins pour la génération d'électricité. La première usine de machines-outils a été l'usine de  forets qui a été créée en 1913 par José Leon Ciaran et Eulogio Estarta Landa. Plus tard, Estarta et Teodoro Ecenarro ont fondé Estarta et Ecenarro, qui sera aussi consacrée à la machine outil, et en 1938 aux machines à coudre, en créant la marque Sigma. Ce noyau original a suscité l'apparition de différents ateliers et industries auxiliaires.
La ville comporte d'autres industries un domaine de la production métallurgique, mais la machine-outil est tellement importante qu'on peut dire qu'à Elgoibar on produit la plupart de celles-ci dans toute l'Espagne.
Les professionnels qui ont travaillé dans ces entreprises appartenaient aux promotions de l'école d'arsenal, de la localité voisine d'Eibar. En 1991 on a créé l'Institut de Machine - Outil (IMH), qui est venu remplir l'important secteur dans la spécialisation des travailleurs de ces industries, ainsi que les centres de développement Ideko et de Fatronik.
Le secteur des services: compte à Elgoibar avec une importante infrastructure qui permet de satisfaire presque la totalité des nécessités que peut avoir la population, que ce soit le commercial, l'éducation, le sportif ou médical. Beaucoup de ces services, quand ils requièrent une spécialisation, sont rendus dans d'autres points du secteur, normalement dans la comarque de cette dernière, ou dans les villes de Bilbao et de Saint-Sébastien. Les bonnes communications facilitent le déplacement de ses habitants vers ces lieux.
Il y a un certain développement du tourisme rural et une vaste offre hôtelière. Il est à souligner la concentration d'une jeunesse qui se produit les samedis après-midi, qui attire beaucoup de jeunes des villages et des secteurs voisins.

## Histoire

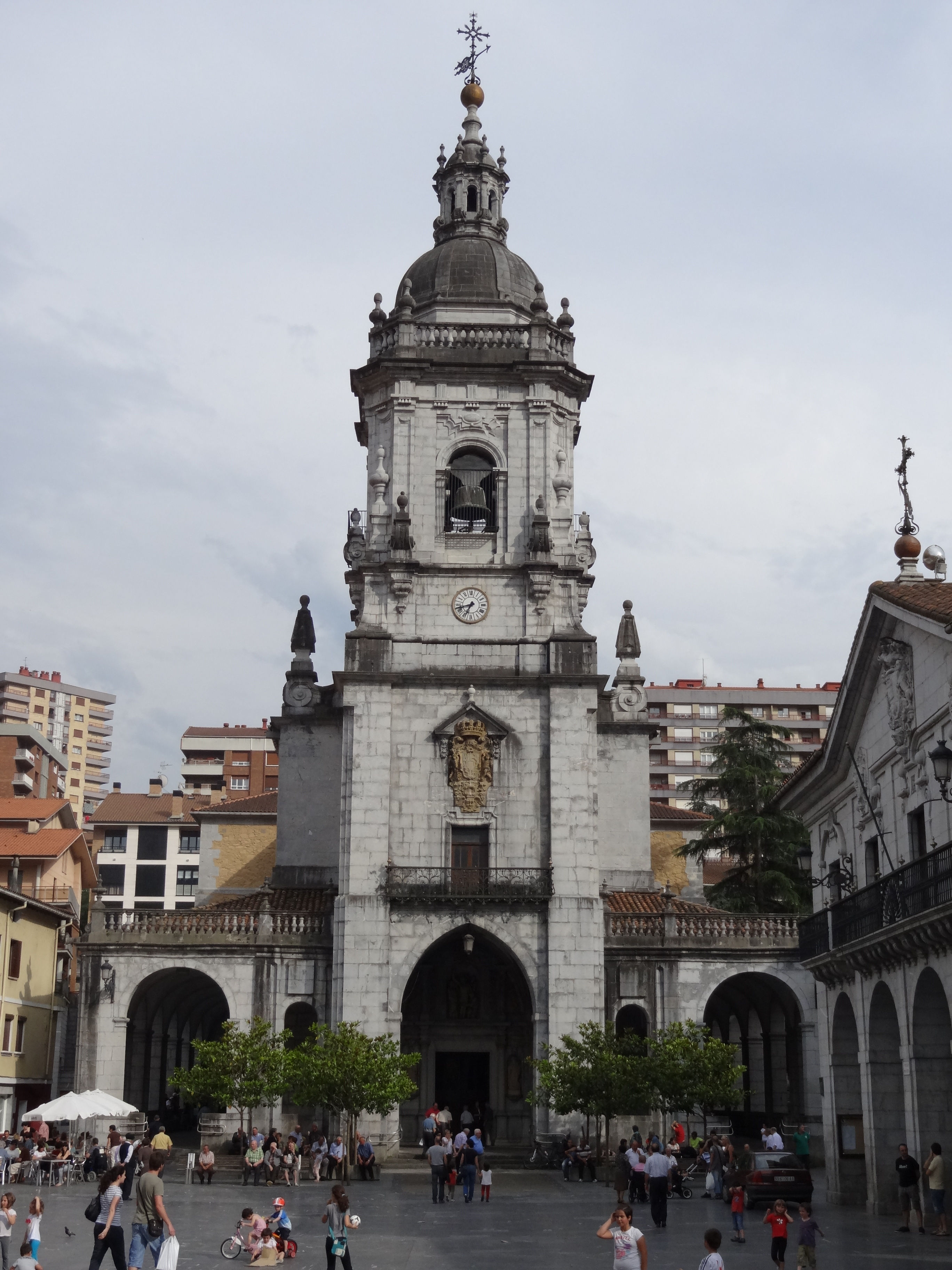
Eglise de San Bartolomé, Elgoibar.

Les monuments mégalithiques et funéraires du Karakate cordal Irukurutzeta sont des témoignages que les terrains qu'occupent aujourd'hui la ville d'Elgoibar étaient habités dans des temps préhistoriques.
L'histoire d'Elgoibar commence dans ce qu'on appelle alors Marquina de Yuso, terrains qui occupaient ce qui est aujourd'hui les termes municipaux de ville en question et de Soraluze. Ces terres, où il y avait une population dans l'ancienne église, est fondé le 20 décembre 1346 en villa de Villamayor de Marquina dans le cartulaire que le roi  Alfonso XI a étendu à Valladolid et il lui accordait la juridiction de Logroño. La fondation a été faite à la demande des habitants de Marquina de Yuso pour la fondation de villes afin de les protéger. On en a fondé deux, Soraluze, le 15 octobre de 1343, et celle qui sera plus tard Elgoibar.
La lettre peuple dit qu'on fonde Villamayor de Marquina dans les terres du Domaine d'Elgoibar appartenant au monastère de Saint Bartolomé d'Olaso. Le roi s'était réservé les exploitations d'or et d'argent et les nouvelles forges. Les anciennes continuaient d'appartenir à leurs propriétaires. On donnait les droits habituels d'encercler la ville d'une enceinte, le paiement des diezmos à l'Église et l'élection de dirigeants. Les constructions primitives étaient en bois, ce qui a favorisé l'incendie du 16 juin de 1560 qui a complètement détruit presque le noyau urbain.
Dans l'histoire d'Elgoibar la métallurgie a eu une importance fondamentale. Les forges sont arrivées à avoir leur juridiction propre, le for des forges de Marquina de Suso(Markina-Xemein), qu'on accordé avant le roi Alfonso XI, le 8 novembre de 1335, même de la naissance de ville. En 1446 on organise les décrets entre les propriétaires des forges et les forgerons. Le fer était apporté dans des bateaux jusqu'à Deba, où il était chargé dans des barques jusqu'à Altzola. Il venait de Biscaye et d'Angleterre et ils étaient distribués entre les forges correspondantes. Les forges étaient nourries de charbon végétal qui était produit dans les forêts de ville.
En 1800, Ygnacio Bartholomé de Muguruza répondait ainsi au topographe royal de Tomás López:

Es esta villa una en las que se fabrican las Armas p[ar]a Placencia y en ella se trabajan al año quando menos cinco mi] Cañones de fusil y Pistola, siendo los Maestros que los trabajan los mas sobresalientes de toda la fabrica; en su manifactura no usan otras Maquinas que las regulares de Fraguas, barrenos de Agua, Limas, etc. Así también en esta villa ai seis ferrerias que labran al año sobre 5 mil quintales de fierro para diferentes usos, y así estas como las fraguas de los cañonistas en la maior parte se surten del carbon (ilegible) Juridicción así de Conzejales como de particulares.
Pendant l'année 1617 on organise le transfert de l'église paroissiale au centre du noyau urbain. On approuve ce transfert et on décide de convertir l'ancienne église, qui était éloignée quelque mille pas, en cimetière. En 1777 le transfert est terminée.
Elgoibar a souffert de plusieurs catastrophes. Le feu a détruit une bonne partie du noyau urbain en 1560 et en 1617, et la rivière Deba a inondé ville en 1552, en 1834 et en 1983. Durant la Guerre de la Convention, elle a été occupées plusieurs fois par l'armée française.
Dans l'histoire de ville sont apparus divers litiges avec leurs voisins, un pour l'exploitation massive du bois de chauffage pour les forges et pour l'utilisation des nasses saumonières. Les limites ont aussi fait l'objet d'une discussion : le quartier de Galarza de Mendaro a appartenu à Deba jusqu'en 1882, quand il est passé à Elgoibar, pour, en 1980, devenir, avec la partie appartenant à Mutriku, une municipalité indépendante.
Avec le développement de l'industrie de la production de fer dans les hauts fourneaux a débuté la fin des forges, mais le début de l'industrialisation moderne. Ainsi disparaît le quai fluvial et on a commencé à créer différentes entreprises de fabrication de machine outil, comme l'entreprise qu'ont fondée en 1913 Josés Leon Ciaran et Eulogio Estarta Landa, destinée à la fabrication de forets. Le travail de l'arsenal a eu une bonne production jusqu'au début du XXe siècle.
L'expansion industrielle de l'après-guerre a fait que la croissance économique était très haute, croissance qui a été accompagnée avec une hausse très importante dans la population avec l'arrivée des travailleurs d'autres lieux de l'Espagne.
La crise de fin du XXe siècle a fait qu'une diminution dans la population se produisit. Celle-ci, comme dans le reste des peuples des secteurs voisins, a diminué, et une bonne partie de l'industrie a dû s'adapter. La machine outil a reçu l'appui du gouvernement autonome et est entré dans le secteur le groupe coopérateur de Mondragón, MCC, qui a pu développer ce secteur et effectuer un travail de recherche et développement qui l'a rendu compétitif au niveau mondial.
Au début du XXIe siècle, une fois la crise passée, Elgoibar croît et se stabilise devenant le second noyau urbain du secteur, après l'unité urbaine que forment Eibar et Ermua.

## Patrimoine

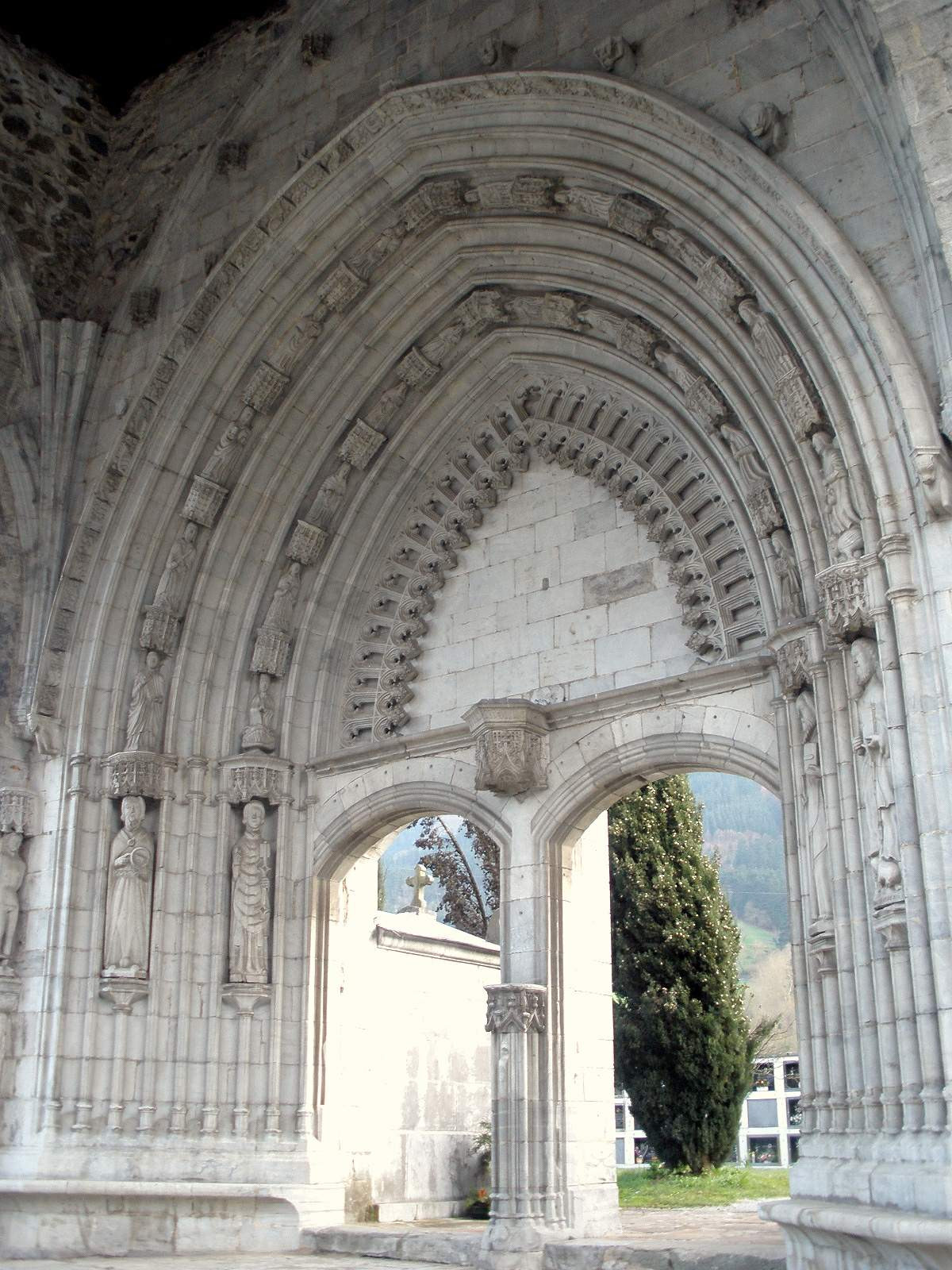
Porche de l'ancienne église de San Bartolomé de Olaso, aujourd'hui cimetière.

Il y a beaucoup de monuments à Elgoibar, depuis des constructions préhistoriques jusqu'aux bâtiments récents. Entre les montagnes Karakate et Irukurutzeta, dans la crête qui les unit, celle appelée par José Miguel de Barandiarán comme route des dólmenes (dolmens), où se trouvent de nombreux dolmens et tumulus.
Elgoibar conserve le schéma urbain médiéval avec deux rues parallèles et une troisième qui les traverse et des places aux deux côtés de ces dernières.
La Place des Juridictions (for) constitue un espace splendide baroque formé par la maison consistorial, l'église paroissiale de San Bartolomé, la maison Arriola, porchée, qui la ferme du côté sud, le fronton et le pont Txankakua, qui servait d'accès principal à ville. Dans les œuvres de restauration de cette place, les restes de la Tour Olaso ont été trouvés, qui ont été marqués dans le pavé.
Les bâtiments remarquables:
- Des Restes l'église et le monastère d'Olaso: anciennement un monastère et paroisse de San Bartolomé reste le porche d'entrée à l'église. Ces constructions ont été démolies en 1777 et a été transformé en cimetière. Le porche est un bon exemplaire gothique et a été construit en 1459 par Martín Sancho (figuré dans une inscription). Il a une image la Vierge et les figures des Apôtres.
- Église paroissiale de San Bartolomé: du XVIIIe siècle, avec porche baroque dans lequel on remarque la tour qui a été conçue par Ibero. À intérieur le grand retable est une bonne pièce néoclassique, œuvre de l'artiste italien Justiniani.
- Maison consistorial: baroque du XVIIIe siècle (construit entre les années 1724 et 1737), est un grand bâtiment porché, de deux étages. À l'étage noble on remarque le balcon principal, avec chacun des balcons de chaque côté. Dans un fronton sur le balcon principal se trouvent les blasons. Il faut souligner la rejería de fer forgé.
- Maison Grille des Altzola: du XVe siècle, avec un blason esquinero magnifique, a été utilisée a différentes fins. En elle le peuple s'est réuni après l'incendie de 1560 pour décider sa réédification. En 1822 elle a été fortifiée. Elle a été transformée plusieurs fois. Actuellement[Quand ?] il fait valoir de Maison de la Culture.
- Ermitage de San Pedro: dans le quartier rural de San Pedro. Avec des éléments des XVe et XVIe siècles, tour de l'année 1700, il sera reconstruit après sa destruction par la foudre.
- Ermitage de San Roque: de facture simple, dispose un portail gothique simple.
- Ermitage de San Lorenzo: de construction simple, a des peintures du XVe siècle. La tour voisine d'Iriarte date du XVIIIe siècle.
- Zabale Grille: est une maison tour rurale, aujourd'hui ferme (Baserria en basque), bel exemple de l'architecture militaire du bas Moyen Âge.
- Ferme Zabale-Torre: dans le quartier de San Antolín, de forme carrée, avec toit a deux pentes, de trois étages et grenier. Avec des parois de maçonnerie et pierre de taille, posée sur des fondations, il conserve des éléments originaux du XVIe siècle.

À Altzola, outre l'ancienne station thermale du XIXe siècle, nous trouvons le Palais d'Andonaegi, du XVIe siècle, la maison d'Albizkua, celle d'Aurretxe et Zelaieta. Le pont est de bonne facture.
Indépendamment de ceux-ci, il y a un bon nombre de fermes significatives, comme celle de Mugerza, Aristi ou Apaitz Bekoa.

## Personnalités
- Elisabeth Ibarra (1981): footballeur international de l'Athletic Club de Bilbao.
- Ainhoa Lendinez (1981): journaliste et sportive.
- Joseba Etxeberria (1977): footballeur international de la Real Sociedad et de l'Athletic Club de Bilbao.
- Itziar Gurrutxaga (1977): footballeur international de l'Athletic Club de Bilbao.
- Arnaldo Otegi (1958): homme politique, leader de Batasuna.
- Juan Cruz Sol (1947): footballeur international du Real Madrid et du Valencia CF.
- Fernando Ansola (1940): footballeur international du Real Oviedo, Real Betis et Real Sociedad.
- Uxue Alberdi (1987): écrivaine.
- Danele Sarriugarte (1989): écrivaine.
- Jaime Arrese (1936 - 1980): maire d'Elgoibar dans les années 1970. Assassiné par les commandos autonomes Anticapitalistes.
- Gotzon Garate (1934 - 2008): écrivain en langue basque, philosophe, philologue et jésuite.
- Luis Mazzantini y Eguia  (1856 - 1926): torero.
- Don Pedro Miguel Urruzuno (1844 – 1923): écrivain en langue basque (euskara).
- D. Fr. Francisco Aguirre (1863 - 1941): curé missionnaire.
- Tiburtzio Beristain Berriozabal (1904-1953): footballeur.
- Pedro Muguruza Otaño (1893 - 1952) architecte.
- Bernardo Ezenarro (1873 - 1956): industriel.
- Martín Iñiguez de Carquizano ( - ):, navigateur du XVIe siècle.
- Javier Arriola: Arriola IV, champion du monde de pelote basque, discipline « main-nue » en 1962.

### Sources
- (es) Cet article est partiellement ou en totalité issu de l’article de Wikipédia en espagnol intitulé « Elgóibar » (voir la liste des auteurs).